# Emma Koechlin-Schwartz
Emma Koechlin-Schwartz (25 mars 1838 à Mulhouse - 29 mai 1911 à Paris) est une philanthrope française.

## Biographie
Fille du chimiste Léonard Schwartz (1802-1885) et de Judith Thierry-Mieg, elle épouse Alfred Koechlin. Ils seront les parents de Raymond Koechlin, du général Jean-Léonard Koechlin-Schwartz, ainsi que de Florence Laure Koechlin, donc les beaux-parents du peintre Charles Mezzara (fils de Joseph Mezzara).
Très active pendant la guerre de 1870-1871, elle participe à l'œuvre du « Sou des Chaumières » et donne en secret des cours de français aux enfants sous l'occupation allemande de l'Alsace.
Après la guerre, ils doivent quitter l'Alsace et s'installent alors à Belfort, où ils financent la création d'un lycée, avant de s'établir à Paris en 1878.
En 1880, elle devient la présidente de la Société pour la propagation de l'instruction parmi les femmes. La même année, le collège Sévigné est créé avec un don des Kœchlin de 100 livres-or. 
Souhaitant fonder des dispensaires et hôpitaux-écoles, dans l'esprit de la Société de secours aux blessés militaires (SSBM), Emma Koechlin-Schwartz adhère à l'Association des dames françaises (ADF), fondée en 1879, et devient rapidement l'une de ses dirigeantes, aux côtés de son fondateur, le professeur Duchaussoy. Une scission a bientôt lieu ; une partie de ses membres quitte l'ADF et fonde l'Union des femmes de France (UFF) en mai 1881. Emma Koechlin-Schwartz est la première présidente de cette nouvelle association, de 1881 à 1906.
En 1882, elle est nommée, par le ministre de la Guerre, membre de la Commission supérieure des sociétés d'assistance aux blessés et malades des armées de terre et de mer. En 1897, elle est désignée pour faire partie du comité d'admission à l'Exposition universelle de 1900 à Paris, dans la section « hygiène et matériel sanitaire ».
Son mari l'a trompée, puis l'a quittée pour une autre femme, Jane Essler, une actrice qu'il présentait comme son épouse lors de ses voyages.

## Décorations
- Chevalière de la Légion d'honneur en 1893, au titre du ministère de la Guerre, par le président Sadi Carnot[5].
- Officier d'académie en 1883.

Elle reçoit de nombreuses décorations étrangères (Russie en 1906, Japon en 1907).